# Departementy Pobřeží slonoviny

111 departementů Pobřeží slonoviny

Pobřeží slonoviny (fr. République de Côte d'Ivoire) je rozděleno na 111 departementů (od roku 2020).

## Členění
Následující přehled zahrnuje 3 úrovně administrativně-správního dělení států. Nejvyšší postavení mají distrikty, následují regiony a departementy. V závorce za jménem departentu je uveden kód přidělený Statistickým úřadem.
- autonomní distrikt Abidžan

1. Abidžan (002)

- autonomní distrikt Yamoussoukro

1. Yamoussoukro (049)
2. Attiégouakro (072)

- Bas-Sassandra

region Gbôklé
1. Fresco (077)
2. Sassandra (038)

region Nawa
1. Buyo (096)
2. Guéyo (078)
3. Méagui (104)
4. Soubré (041)

region San-Pédro
1. San-Pédro (037)
2. Tabou (042)

- Comoé

region Indénié-Djuablin
1. Abengourou (001)
2. Agnibilékrou (006)
3. Bettié (073)

region Sud-Comoé
1. Aboisso (003)
2. Adiaké (051)
3. Grand-Bassam (055)
4. Tiapoum (092)

- Denguélé

region Folon
1. Kaniasso (081)
2. Minignan (068)

region Kabadougou
1. Gbéléban (100)
2. Madinani (067)
3. Odienné (034)
4. Samatiguila (088)
5. Séguélon (105)

- Gôh-Djiboua

region Gôh
1. Gagnoa (024)
2. Oumé (035)

region Lôh-Djiboua
1. Divo (021)
2. Guitry (079)
3. Lakota (030)

- Lacs

region Bélier
1. Didiévi (061)
2. Djékanou (098)
3. Tiébissou (057)
4. Toumodi (047)

region Iffou
1. Daoukro (019)
2. M'Bahiakro (033)
3. Prikro (064)
4. Ouellé (111)

region Moronou
1. Arrah (071)
2. Bongouanou (011)
3. M'Batto (084)

region N'Zi
1. Bocanda (053)
2. Dimbokro (020)
3. Kouassi-Kouassikro (102)

- Lagunes

region Agnéby-Tiassa
1. Agboville (005)
2. Sikensi (065)
3. Taabo (107)
4. Tiassalé (045)

region Grands-Ponts
1. Dabou (054)
2. Grand-Lahou (025)
3. Jacqueville (056)

region La Mé
1. Adzopé (004)
2. Akoupé (060)
3. Alépé (052)
4. Yakassé-Attobrou (094)

- Montagnes

region Cavally
1. Bloléquin (059)
2. Guiglo (026)
3. Taï (108)
4. Toulepleu (058)

region Guémon
1. Bangolo (007)
2. Duékoué (022)
3. Facobly (099)
4. Kouibly (062)

region Tonkpi
1. Biankouma (009)
2. Danané (018)
3. Man (031)
4. Sipilou (106)
5. Zouan-Hounien (066)

- Sassandra-Marahoué

region Haut-Sassandra
1. Daloa (017)
2. Issia (027)
3. Vavoua (048)
4. Zoukougbeu (095)

region Marahoué
1. Bonon (109)
2. Bouaflé (012)
3. Gohitafla (110)
4. Sinfra (040)
5. Zuénoula (050)

- Savanes

region Bagoué
1. Boundiali (015)
2. Kouto (083)
3. Tengréla (044)

region Poro
1. Dikodougou (075)
2. Korhogo (029)
3. M'Bengué (103)
4. Sinématiali (090)

region Tchologo
1. Ferkessédougou (023)
2. Kong (101)
3. Ouangolodougou (086)

- Vallée du Bandama

region Gbêkê
1. Béoumi (008)
2. Botro (074)
3. Bouaké (013)
4. Sakassou (036)

region Hambol
1. Dabakala (016)
2. Katiola (028)
3. Niakaramandougou (085)

- Woroba

region Bafing
1. Koro (082)
2. Ouaninou (087)
3. Touba (046)

region Béré
1. Dianra (097)
2. Kounahiri (069)
3. Mankono (032)

region Worodougou
1. Kani (080)
2. Séguéla (039)

- Zanzan

region Bounkani
1. Bouna (014)
2. Doropo (076)
3. Nassian (063)
4. Tehini (091)

region Gontougo
1. Bondoukou (010)
2. Koun-Fao (070)
3. Sandégué (089)
4. Tanda (043)
5. Transua (093)